# Eggersheim

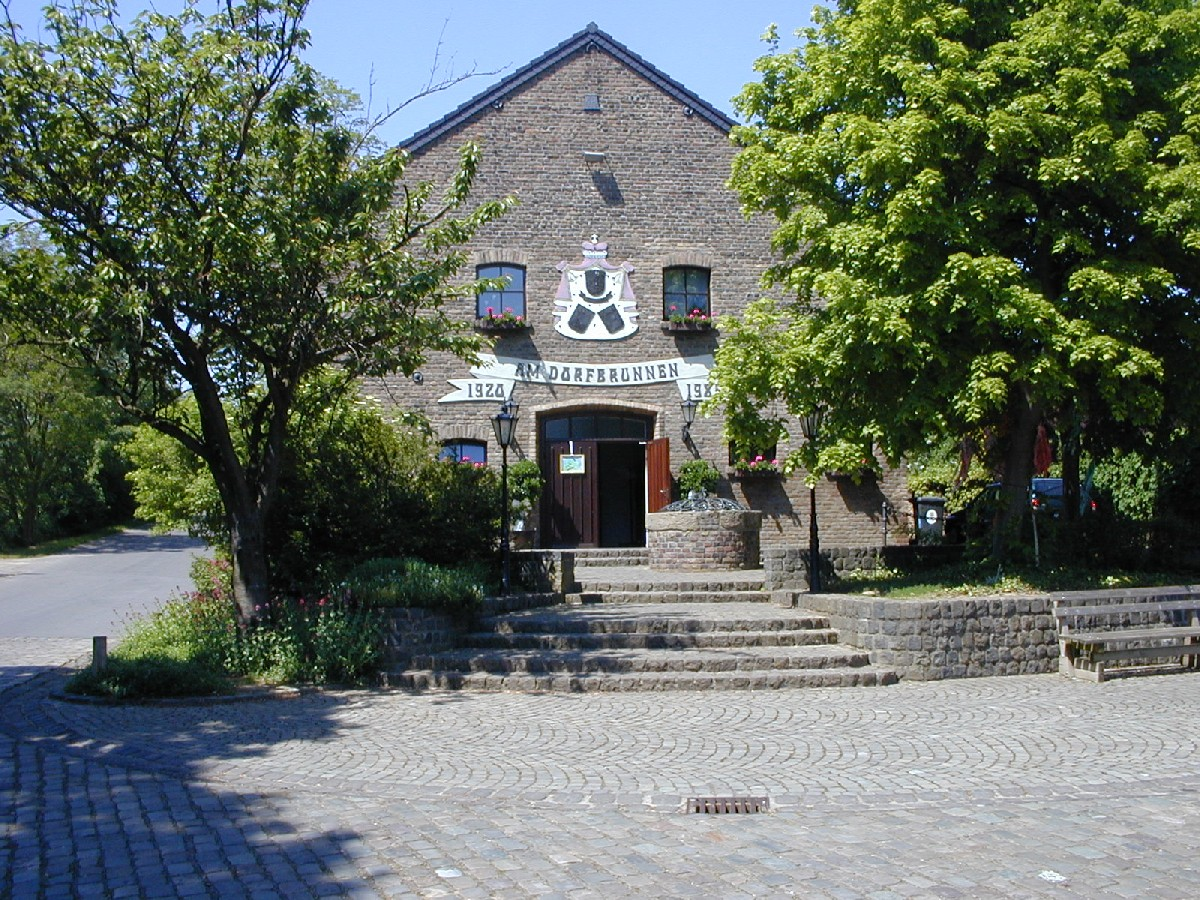
Die Festhalle

Eggersheim ist ein Ortsteil von Nörvenich im Kreis Düren, Nordrhein-Westfalen.

## Geographie
An der Südgrenze der Gemeinde Nörvenich liegt Eggersheim zwischen Neffelbach und Heerweg in dem wohl schönsten Landschaftsteil der Gemeinde. Mit seiner Gemarkung grenzt das Dorf im Süden an Lüxheim in der Gemeinde Vettweiß, in der anderen Himmelsrichtung an Poll, Hochkirchen und Irresheim, Ortsteile der Gemeinde Nörvenich.

## Geschichte
Bis zum 31. Dezember 1939 gehörte der Ort zum Amt Binsfeld.
Am 1. Januar 1969 wurde Eggersheim nach Nörvenich eingemeindet.

## Verkehrsanbindung
Die schon in einem Steinfelder Lagerbuch im Jahre 1477 mit „herwech“, „herweeg“ und „herstraesse“ bezeichnete heutige Bundesstraße 477 ist von den Römern als Militär- und Handelsstraße angelegt worden und diente als Verbindung von Neuss nach Zülpich (Römerstraße Trier–Neuss). Diese unmittelbar westlich am Dorf vorbeiziehende rund 2000 Jahre alte Straße stellt für die Eggersheimer eine Verkehrsverbindung nach Süden und Norden dar, mit Anschlüssen an Landes- und Kreisstraßen und an die Bundesautobahnen.
Ab 1908 hatte Eggersheim eine Station an der Kleinbahn von Distelrath über Nörvenich und Zülpich bis Embken. Der Bahnverkehr wurde 1960 eingestellt, danach übernahmen Busse der Dürener Kreisbahn die Bedienung im öffentlichen Personennahverkehr.
Seit dem 1. Januar 2020 betreibt Rurtalbus den Linienverkehr mit den AVV-Buslinien 208, SB 8 und SB 15. Zusätzlich verkehrt an Samstagen nachmittags und abends ein Rufbus.  Mit dem Fahrplanwechsel am 15. Dezember 2024 wurde die Linie SB 8 eingekürzt und bedient seitdem den Abschnitt Nörvenich – Eggersheim – Zülpich nicht mehr.
| Linie      | Verlauf |
| ---------- | --- |
| 208        | Düren Kaiserplatz – Distelrath – (Merzenich Rathaus –) Schöne Aussicht – Girbelsrath – Eschweiler über Feld – Nörvenich Alter Bf – Nörvenich Hommelsh. Weg – Hochkirchen – (Irresheim –) Eggersheim – Lüxheim – Gladbach – Müddersheim – Disternich – Sievernich – Bessenich – Zülpich Frankengraben – Adenauerpl./Schulzentr. |
| SB15       | Schnellbus: Froitzheim – Vettweiß – Gladbach – Lüxheim – Eggersheim – Hochkirchen – Nörvenich Hommelsh. Weg – Nörvenich Alter Bf – Eschweiler über Feld – Golzheim – Buir |
| RufBus 208 | Rufbus: Nörvenich Hommelsh. Weg – Irresheim – Eggersheim – Lüxheim – Gladbach – Müddersheim – Disternich – Sievernich – Bessenich – Zülpich Adenauerpl./Schulzentr. (Sa nachmittags/abends) |
| N2         | Nachtbus: nur in den Nächten Fr/Sa und Sa/So Düren Bf/ZOB → Kaiserplatz → Merzenich → Nörvenich → Vettweiß → Stockheim → Binsfeld |

## Früher Weinbau
Das steil aufragende Ufer des Neffelbaches östlich des Dorfes dürfte vor Jahrhunderten dem Weinbau gedient haben, der in vielen Gemarkungen am Bachlauf nachweisbar ist. In Eggersheim gibt es dafür keine schriftlichen Belege. Die eindeutig von Menschenhand geschaffenen Abtreppungen, besonders deutlich an der Straße „Im Wiesengrund“ zu erkennen, dürften aber die schriftlichen Belege ersetzen.

## Baudenkmäler
- Wegekreuz Kurfürstenstraße
- Fachwerkhaus Kurfürstenstraße 13
- Wasserpumpe Weststraße

## Sonstiges
- Direkt am Ortsrand liegt die Eggersheimer Mühle.
- Der unmittelbar vor der östlichen Anhöhe vorbeiführende Fußweg führt von Bessenich, Gladbach über Lüxheim weiter nach Hochkirchen, Nörvenich und Alt-Oberbolheim. Der Weg ist zu allen Jahreszeiten begehbar und verläuft parallel zur Bundesstraße. Früher wurde er insbesondere als Schul- und Kirchweg nach Hochkirchen benutzt.
- Am 9. Dezember 2009 wurde an der Ecke Kapellenstraße/B477 die neue Rettungswache des Kreises Düren eingeweiht. Dort sind rund um die Uhr zwei Rettungswagen des Malteser-Hilfsdienstes stationiert. Vorher war die Rettungswache zur Miete im Bauhof der Gemeinde Nörvenich im Nörvenicher Gewerbegebiet untergebracht. Die RTW versorgen die Gemeinde Vettweiß und Teile der Gemeinde Nörvenich.[4]

## Einwohnerentwicklung des Ortsteiles
| Bevölkerungsentwicklung |               |  |      |               |  |      |               |
| Jahr                    | Einwohnerzahl |  | Jahr | Einwohnerzahl |  | Jahr | Einwohnerzahl |
| 1794                    | 122           |  | 1885 | 234           |  | 1905 | 198           |
| 1925                    | 203           |  | 1945 | 205           |  | 1955 | 223           |
| 1965                    | 264           |  | 1975 | 296           |  | 1985 | 253           |
| 1995                    | 225           |  | 2005 | 253           |  | 2010 | 232           |
| 2015                    | 207           |  |      |               |  |      |               |

## Wappen

### Wappenbeschreibung
Wappenschild ist in 3 Teile geteilt, in der Mitte des Schildes steht der neu geschaffene „Eggersheimer Löwe“ als Wappen im Wappen. Das obere rechte Feld ist golden (gelb) gehalten. Von links oben nach rechts unten ist ein blaues Wellenband. Das linke untere Feld ist grün.

### Wappenerklärung
Im goldenen (gelben) Feld ist eine auf die Ecke gestellt Egge und weist auf Ackerland hin. Der Neffelbach teilt den Ort in zwei Teile. Im grünen Feld (weist auf Weideland hin) steht eine Kapelle mit zwei Kastanienbäumen auf einem Dreiberg. Der Dreiberg deswegen, da der Ort auf hügeligem Gelände steht. In der Heraldik sind die Seiten spiegelverkehrt.
Das Wappen wurde 1985 von Toni Müller geschaffen.